# Anders och Veronica Öhmans pris
Anders och Veronica Öhmans pris är ett svenskt litteraturpris, vilket instiftades i samband med Anders R. Öhmans 75-årsdag. Prissumman är på 100 000 kronor (2014).

## Pristagare
- 2000 – Thomas Anderberg
- 2004 – Erik Wallrup
- 2006 – Ulf Linde
- 2010 – Bengt Emil Johnson
- 2013 – Åke Holmquist
- 2014 – Camilla Lundberg
- 2021 – Märta Ramsten
- 2022 – Jan Bruér